# Stephen Bowen (astronauta)
Stephen Gerard "Steve" Bowen  (nacido el 13 de febrero de 1964) es un submarinista de la Marina de los Estados Unidos y un astronauta de la NASA; Fue el segundo submarinista en viajar al espacio. Bowen ha estado en tres vuelos espaciales, todos los cuales fueron misiones del transbordador espacial a la Estación Espacial Internacional. Su primera misión, STS-126, tuvo lugar en noviembre de 2008, y su segunda fue STS-132 en mayo de 2010.
En marzo de 2011, Bowen completó su tercer vuelo espacial como especialista de misión en STS-133, que fue el último vuelo planeado del transbordador espacial Discovery. Tras volar tanto en STS-132 como en STS-133, Bowen se convirtió en el primer y único astronauta en volar en misiones de lanzadera consecutivas. Originalmente, Tim Kopra estaba programado para volar en STS-133, pero Kopra tuvo una lesión en la bicicleta poco antes de la misión, por lo que fue reemplazado por Bowen.
El 21 de diciembre de 2021, la NASA anunció que Bowen volará a la Estación Espacial Internacional en la misión SpaceX Crew-6 en febrero de 2023, doce años después de su último vuelo.

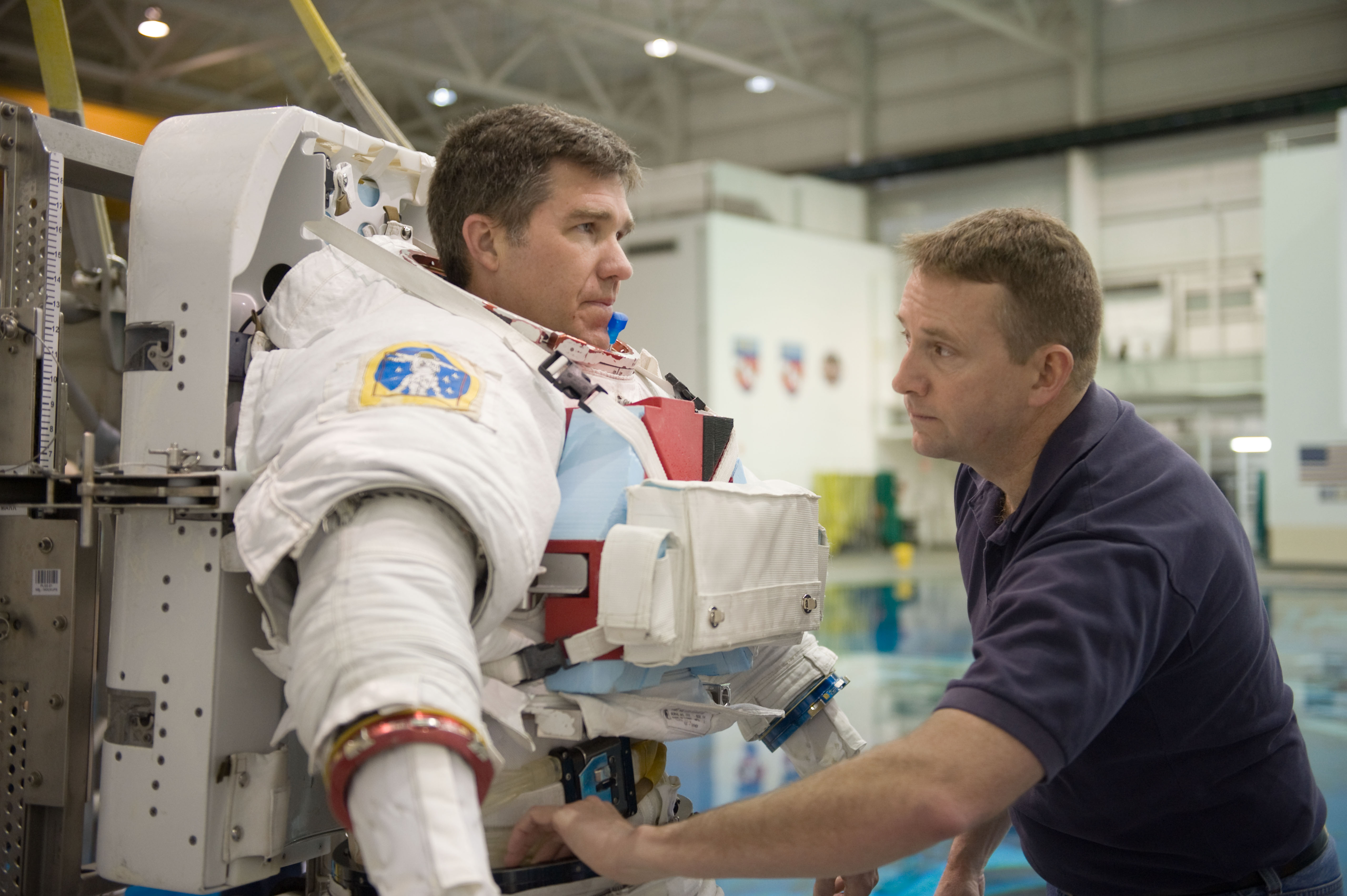
STS-132 Bowen EVA Ham

## Carrera militar
Al completar el entrenamiento de submarinos, Bowen pasó tres años unido al USS Parche y completó la calificación en submarinos en el USS Pogy. Después de asistir al Programa Conjunto MIT / WHOI en Ingeniería Oceánica, se reportó al USS Augusta para el servicio como Oficial de Ingeniería. Durante esta gira calificó para el mando de submarinos de propulsión nuclear. En 1997, informó al Comando de Operaciones Especiales de los Estados Unidos (USSOCOM) en la Oficina de Planes y Políticas y trabajó en el Grupo de Trabajo de Conceptos Futuros de USSOCOM. Durante nueve meses en 1999 fue inspector de reactores y propulsión de la Junta de Inspección y Encuesta Submarina de la Marina (INSURV). En mayo de 2000 se convirtió en el primer Oficial Ejecutivo de la Unidad de Precomisionamiento de Virginia, el primero de los nuevos submarinos de la clase Virginia. 

## Carrera de la NASA
Bowen es el primer oficial submarino seleccionado por la NASA.

#### STS-126
Luego, Bowen fue asignado a la tripulación del STS-126, a bordo del Space Shuttle Endeavour, que se lanzó el 14 de noviembre de 2008 a la Estación Espacial Internacional. STS-126 llevaba un módulo de logística reutilizable que contenía suministros y equipos, incluidos cuartos de la tripulación adicionales, aparatos de ejercicio, equipos para el sistema de soporte vital regenerativo y hardware de repuesto.
Durante STS-126, Bowen participó en tres caminatas espaciales, por un tiempo total de 19 horas, 56 minutos. 

#### STS-132
La siguiente misión de Bowen fue STS-132, a bordo del transbordador espacial Atlantis, que se lanzó el 14 de mayo de 2010 a la ISS. Mientras estaba atracado en la estación, Bowen realizó dos caminatas espaciales y registró 14 horas y 34 minutos de tiempo EVA. 

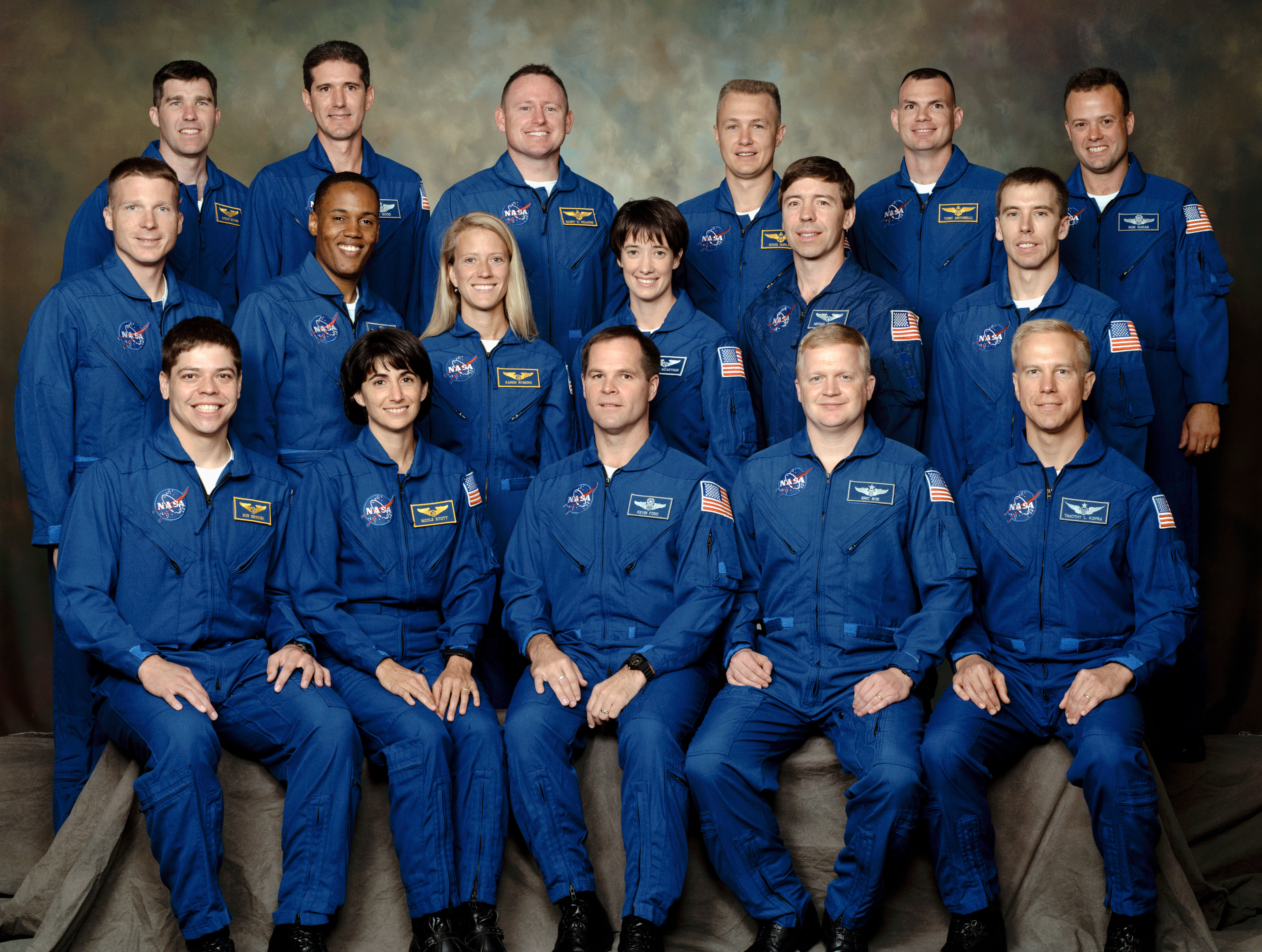
NASA Astronaut Group 18

#### STS-133
El 19 de enero de 2011, Bowen fue nombrado como el reemplazo de Timothy L. Kopra en STS-133. Kopra resultó herido en un accidente de bicicleta, lo que le impidió volar en la misión. Con esta misión, Bowen se convirtió en el primer y único astronauta en volar en misiones de lanzadera consecutivas. George Nelson fue el primer astronauta en volar misiones consecutivas del transbordador espacial en las que el transbordador aterrizó con éxito (STS-61-C y STS-26), teniendo el desastre del transbordador espacial Challenger entre sus misiones. Bowen realizó dos caminatas espaciales y registró 12 horas y 48 minutos de tiempo EVA.